# Japanagromyza cercariae
Japanagromyza cercariae este o specie de muște din genul Japanagromyza, familia Agromyzidae, descrisă de Mitsuhiro Sasakawa în anul 1963. Conform Catalogue of Life specia Japanagromyza cercariae nu are subspecii cunoscute.